# 1995 UJ7
1995 UJ7 är en asteroid i huvudbältet som upptäcktes den 27 oktober 1995 av de båda japanska astronomerna Seiji Ueda och Hiroshi Kaneda i Kushiro.
Asteroiden har en diameter på ungefär 4 kilometer.